# Johannes Gutenberg
Johannes Gensfleisch zur Laden zum Gutenberg (Mainz, ca. 1400 – aldaar, 3 februari 1468) was een Duitse drukker die geldt als de uitvinder van de boekdrukkunst met losse letters in Europa. Hij werkte in Straatsburg (ca. 1440) en Mainz (ca. 1450). Zijn bekendste werk is de in 1455 voltooide Gutenbergbijbel. 
De veelgehoorde bewering dat Gutenberg de boekdrukkunst zou hebben uitgevonden, is misleidend. De blokdruk bestond al langer; daarbij werd een hele bladzijde uit één blok vervaardigd. Als zo'n bladzijde achteraf moest worden gecorrigeerd en geredigeerd, moest er een heel nieuw blok worden gesneden. 
Gutenbergs grote verdienste bestaat in het gebruik van losse letters. Door Gutenbergs vinding werden correctie en redactie gemakkelijker en goedkoper; kleine veranderingen in het zetsel waren nu voldoende.

## De uitvinding

Boekdrukkunst 15e eeuw

Gutenbergs uitvinding kwam later dan de ontwikkelingen in de drukkunst in China en Korea. In Korea zijn de oudste losse typen gedateerd tussen 1102 en 1232, in China was men er toen al langer mee bekend.
Het maken van losse letters was een grote onderneming, Gutenberg ontwikkelde of perfectioneerde daarvoor allerlei zaken, waaronder:
- stempels, in staal gesneden letters in spiegelbeeld;
- matrijzen door de gehard stalen stempel in een stuk koper te slaan;
- het vinden van een geschikte en goedkope legering om letters in voldoende hoeveelheden te kunnen produceren;
- een gietvorm om de letters te kunnen gieten;
- een zethaak om de regels te kunnen maken.

Gutenberg was opgeleid als edelsmid, en bekend met fijn-metaalbewerking. Hij was bekend met het gebruik van stempels, die bijvoorbeeld werden gebruikt bij het versieren van harnassen. Een stempel gebruiken om die veel dieper in koper te slaan, om daarmee een matrijs te verkrijgen, was op zichzelf al een prestatie van belang.
Het ontwikkelen van een geschikte legering voor het letter-metaal moet het resultaat zijn geweest van vele jaren experimenteren. Lood is wel goedkoop, en bij redelijk lage temperatuur vloeibaar, maar puur lood vloeit slecht uit, en vult matrijzen zeer slecht. Letters van puur lood zijn ook veel te zacht. Een zeker percentage tin maakt het metaal veel beter vloeibaar, en vult de matrijs beter, maar dit mengsel krimpt bij afkoeling zo sterk, dat het letterbeeld vaak afbreekt in de matrijs, en daarin achterblijft. 
Bismut en antimoon zijn twee metalen die juist uitzetten bij afkoeling. Toevoeging van deze metalen aan het letter-metaal vermindert de krimp van het metaal bij afkoeling: de letter komt los uit de matrijs. Bovendien zorgt het antimoon in de legering voor een veel grotere hardheid en duurzaamheid.
De techniek van het gieten zelf was al net zo veeleisend: de matrijzen dienen bij elkaar te passen wat betreft grootte, matrijzen dienen uitgelijnd te worden, zodat later alle letters op een lijn staan. De gietvorm moet snel uit elkaar gehaald kunnen worden, de letter moet gemakkelijk uit de gietvorm kunnen komen, want voor een werk van enige omvang zijn zeer veel letters nodig.
Dat alles diende bovendien met een zodanige precisie te geschieden, dat het uiteindelijke product, het boek, niet te onderscheiden was van een handgeschreven codex. Dit alles bij elkaar was een zeer bijzondere prestatie, getuige de hoge kwaliteit van het drukwerk, die nog altijd te bewonderen is in de Gutenbergbijbels over de hele wereld.

## Het leven van Gutenberg
Johannes (Henchen, Hengin, Henne, Henn) was de jongste van drie kinderen uit het tweede huwelijk van Friele Gensfleisch zur Laden met Else Wirich zum steinen Krame. Zoals in die tijd in die stad gebruikelijk was bij patricische families, voerde men als familienaam de naam van het eigen herenhuis, in dit geval Gensfleisch. Het Hof zum Gutenberg was tot het einde van de 14de eeuw in het bezit van een familie zum Jungen geweest; pas daarna werd het bewoond door leden van de familie Gensfleisch, die het dan in hun naam verwerkten.
De familie verliet Mainz in de jaren na 1420 omwille van de oplaaiende strijd tussen patriciërs en gilden. De patriciërs waren vrijgesteld van belastingen; de gilden eisten meer vertegenwoordiging in de stadsraad en de afschaffing van de patricische voorrechten.
Aanvankelijk vestigde de familie zich in het Hessische Eltville en rond 1430 in Straatsburg. Er zijn aanwijzingen dat Gutenberg in het midden van de jaren 30 al experimenteerde met het drukken van boeken. In 1444 verliet hij Straatsburg, omdat de uit Zwitserland terugkerende Franse Armagnacs de Elzas innamen en Gutenberg zich onveilig voelde. In 1447 keerde hij terug in zijn geboortestad en leende hij geld om een drukkerij in te richten. Zijn eerste product was het gedicht Weltgericht. In hetzelfde lettertype drukte hij ook een Latijnse schoolgrammatica. De kalender die hij voor het jaar 1448 drukte en waarin astronomische voorspellingen te vinden zijn, was in een nieuw, harmonischer lettertype vervaardigd. Spoedig kreeg hij ook een opdracht van de Kerk: voor het drukken van aflaten. 

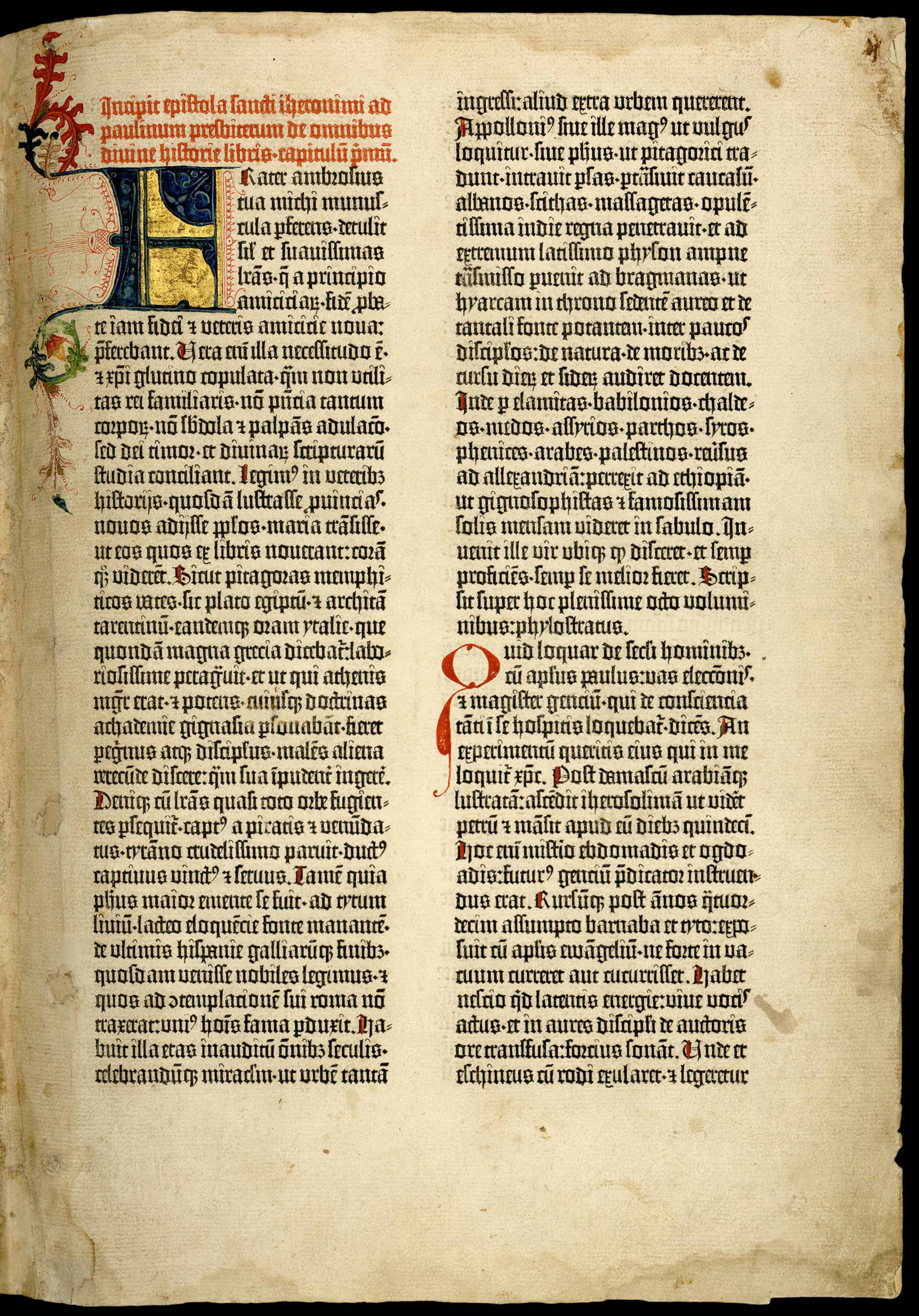
De eerste bladzijde van de Gutenbergbijbel

Na enkele volgende kalenders begon hij aan zijn hoofdwerk, de 42-regelige Gutenbergbijbel, bestaande uit 643 bladen, die in 1455 gereed zou komen. Dit groots opgezette werk vormde een grote technische en financiële uitdaging voor Gutenberg, vooral omdat de bijbel er precies zo uit moest zien als een handgeschreven exemplaar. Hoewel de initialen en verfraaiingen toch nog handmatig moesten worden aangebracht, kon een Gutenberg-bijbel de helft goedkoper zijn dan een traditionele codex. De welgestelde jurist Johann Fust stapte dan ook als financier en mede-eigenaar in Gutenbergs onderneming. In de loop van de vijf jaar dat de vervaardiging van de bijbel duurde, raakten Gutenberg, die met Peter Schöffer een helper had aangesteld, en Fust in conflict met elkaar. Fust eiste zijn geïnvesteerde geld terug en de drukkerij kwam met zijn letters in handen van Fust, die samen met Schöffer een concurrerende drukkerij stichtte. Met behulp van een lening van het stadsbestuur van Mainz richtte Gutenberg een nieuwe drukkerij in. Met de uitgave van twee kleinere boeken bracht Gutenberg genoeg geld bijeen voor het maken van een omvangrijkere incunabel: het Catholicon van Johannes de Balbus uit ca. 1460.
Hierna staakte Gutenberg zijn activiteiten als drukker. Rust kreeg hij niet, in 1462 moest hij Mainz verlaten, omdat er een conflict was uitgebroken tussen de aartsbisschop van Mainz en de paus. Na enkele jaren keerde hij in Mainz terug, en stierf daar begin 1468. De boekdrukkunst had zich inmiddels snel verspreid: toen Gutenberg stierf bestonden er behalve in Mainz drukkerijen in Bamberg, Straatsburg, Keulen en het Italiaanse Subiaco.
Johannes Gutenberg heeft op geen enkel door hem gedrukt werk zijn naam vermeld, zodat zijn werkstukken slechts indirect aan hem kunnen worden toegeschreven. 
Tijdgenoten van Gutenberg worden ook als uitvinders van de boekdrukkunst genoemd. In Nederland is dat traditioneel de Haarlemmer Laurens Janszoon Coster. Er is echter geen enkel hard historisch bewijs, dat de persoon Coster überhaupt heeft bestaan.
Gutenbergs geboortejaar is niet bekend, maar zowel in 1900 als in 2000 vierde men in Duitsland een Gutenbergjaar, waarmee 1400 als zijn officieuze geboortejaar kan worden beschouwd. Mainz heeft een Gutenberg-Museum en ook de universiteit van deze stad is naar Gutenberg genoemd. Tevens leeft hij voort in de naam van de eerste digitale bibliotheek: Project Gutenberg.